# 職業訓練指導員 (電話交換科)
職業訓練指導員 (電話交換科)（しょくぎょうくんれんしどういん でんわこうかんか）は、職業訓練指導員免許のうちの1つ。厚生労働省管轄。

## 受験資格
職業訓練指導員免許の受験資格と試験免除を参照。

## 試験科目
学科試験
1. 指導方法（職業訓練原理、教科指導法、訓練生の心理、生活指導及び職業訓練関係法規）
2. 関連学科

- 系基礎学科
  - 事務一般（企業形態、企業組織、応接法、OA機器、関係法規）
  - 安全衛生（安全管理、衛生管理）
- 専攻学科
  - 電話通信一般（通信及び電話、電話の種類、電話料金、電話交換設備、関係法規）
  - 通話制度一般（通話の種類、通話地域、通話時間、通話料金）
  - 構内交換電話交換取扱法（電話の接続、電話伝送路、手動交換、自動交換）
  - 応対法（音声技術）

実技試験
1. 電話交換取扱い